# چارلبوری
longitudeچارلبوریlatitudeچارلبوری
چارلبوری (به انگلیسی: Charlbury) یک منطقهٔ مسکونی در انگلستان است که در جنوب شرقی انگلستان واقع شده‌است.

## خصوصیات
چارلبوری ۲٬۹۸۴ نفر جمعیت دارد.